# المناصب (مودية)

تعديل مصدري - تعديل

المناصب هي إحدى قرى عزلة مودية بمديرية مودية التابعة لمحافظة أبين، بلغ تعداد سكانها 148 نسمة حسب تعداد اليمن لعام 2004.